# 8452 Clay
8452 Clay este un asteroid din centura principală de asteroizi.

## Descriere
8452 Clay este un asteroid din centura principală de asteroizi. A fost descoperit pe 27 noiembrie 1978 la Harvard College Observatory. El prezintă o orbită caracterizată de o semiaxă mare de 2,41 ua, o excentricitate de 0,17 și o înclinație de 2,2° în raport cu ecliptica.